# Tic et Tac séducteurs
Pour plus de détails, voir Fiche technique et Distribution.
Tic et Tac séducteurs (titre original : Two Chips and a Miss) est un court métrage américain réalisé par Jack Hannah, sorti le 21 mars 1952.
Produit par Walt Disney et distribué par RKO Radio Pictures, ce dessin animé fait partie de la série Tic et Tac. 
Tic et Tac
Tic et Tac font semblant de ne pas aimer les discothèques mais ils sortent pour regarder Clarice au Acorn Club...

## Clarice
Nommée Clarice, Clarisse, Cerise ou Chi-chi selon les séries et les époques, elle est comme les héros un tamia. Le dessin animé « Tic et Tac séducteurs » constitue son unique apparition dans un cartoon Disney. Elle doit sa célébrité paradoxalement à sa présence dans les parcs Disney plus qu'à sa présence au cinéma.
Elle fait quelques autre apparitions dans les bandes dessinées, notamment une dizaine d'occurences aux USA dans les années 60, puis une présence soutenue en Italie dans les années 90.
Dans le cartoon, elle est doublée par Martha Tilton qui fait là son unique participation avec les studios Disney.

## Fiche technique
- Titre : Tic et Tac séducteurs
- Titre original : Two Chips and a Miss
- Autres titres[2] :
  -  Finlande : Kaksi oravaa ja Missukka, Kaksi oravaa ja neito, Kilpakosijat, Tiku ja Taku ja ihastuttava laulajatar
  -  Suède : Piff och Puff på cabaré, Två ekorrar och en miss
- Série : Tic et Tac
- Réalisateur : Jack Hannah
- Scénario : Nick George, Bill Berg
- Animateur : Volus Jones, Bill Justice, George Kreisl
- Décors : Ray Huffine
- Layout : Yale Gracey
- Effets d'animation : Blaine Gibson
- Musique : Joseph Dubin
- Voix : Dessie Flynn (Tac), James MacDonald (Tic), Martha Tilton (Clarice)
- Son : mono (RCA Sound System)
- Producteur : Walt Disney
- Société de production : Walt Disney Productions
- Société de distribution : RKO Radio Pictures
- Pays d'origine :  États-Unis
- Langue : Anglais américain
- Format : Couleur (Technicolor) — 35 mm — 1,37:1 — Son : Mono
- Genre : Comédie
- Durée : 7 minutes
- Dates de sortie : 
  -  États-Unis : 21 mars 1952[3]

## Voix françaises
- Béatrice Belthoise : Tic et Clarice
- Philippe Videcoq : Tac